# EXIT (EXILE單曲)
《EXIT》（出口）為日本團體EXILE於2005年8月24日發行之18th單曲。

## 解說
- 與前作「HERO」相隔約8個月的新單曲。
- 天海祐希主演的連續劇「女王的教室」（日本電視台）主題歌。
- 「EXIT」的PV在沖繩拍攝。
- 初回盤「CD＋DVD」、「CD ONLY」為紙盒包裝。
- 4th錄音室專輯「ASIA」收錄音樂錄影帶的製作片段。
- 「Carry On/命中註定」以來出動突破10萬張，累積達成突破20萬張的紀錄。
- 另外本單曲為SHUN在EXILE中時的最後搭載連續劇的曲子。

## 發行版本
- CD ONLY
- CD+DVD

## 收錄歌曲

### CD
1. EXIT出口 [4:35]
作詞：秋元康 作曲・編曲：原一博
日本電視台週六連續劇「女王的教室」主題歌。
2. DIAMOND [4:55]
作詞：ATSUSHI 作曲・編曲：h-wonder
NIVEA「薬用ホワイトニング」廣告曲。
3. EXIT出口 (Instrumental) [4:34]
4. DIAMOND (Instrumental) [4:55]
5. EXIT出口 (TV Drama Ver.) [3:21]
作詞：秋元康 作曲：原一博　編曲：h-wonder＆原一博
這是連續劇版本。

### DVD
1. EXIT出口(Music Clip)

## 備註
1. 1 2  . Oricon. 2002  [2013-01-13]. （原始内容存档于2013-05-06） （日语）.